# Dezinfekcija
Dezinfekcija (lat. desinfectio - raskužba) označava postupke usmjerene na uništenje najvećeg broja neželjenih mikroorganizama. U tu svrhu se rabe fizikalna i kemijska sredstva. Tim se postupkom uništava, inhibira ili uklanja i ostala populacija organizama. Primjenjuje se izvan živog organizma, u vanjskoj sredini (tlu, vodi, zraku, na predmetima i u prostorijama zdravstvenih ustanova, tvornica prehrambenih proizvoda i dr.) Važna je činjenica da se dezinfekcijom ne moraju uništiti i bakterijske spore. Sunčevom svjetlošću, te procesima taloženja, filtriranja i razrjeđivanja provodi se dezinfekcija u prirodi. Danas je djelatnost zdravstvenih ustanova nezamisliva bez primjene antiseptičkih postupaka i novih dezinfekcijskih sredstava.
Ako je cilj potpuno uništenje svih živih organizama (uključujući viruse i spore), govori se o sterilizaciji.

## Vrste dezinfekcije
Dezinfekcija se najčešće provodi:
- mehaničkim postupcima

- fizikalnim postupcima

- kemijskim postupcima

## Povijest
Godine 1865. francuski kemičar Louis Pasteur je otkrio, da su infekcije uzrokovane mikrobima.